# Игнатов, Степан Андреевич
Степан Андреевич Игнатов (1908, дер. Рогозино, Болховский уезд, Орловская губерния, Российская империя — 1966,
Москва, РСФСР) — советский партийный и государственный деятель, первый секретарь Амурского обкома КПСС (1955-57).

## Биография
В 1931 г. окончил Крапивенский лесной техникум, в 1949 г. — Высшую партийную школу при ЦК ВКП(б).
- 1931—1936 гг. — заведующий учебным леспромхозом, директор лесного хозяйства, опытной лесной станции (Московская область).
- 1937—1938 гг. — директор Крапивенского лесного техникума (Тульская область).
- 1938—1939 гг. — первый секретарь Крапивенского районного комитета ВКП(б) (Тульская область).
- 1939—1940 гг. — ответственный организатор Отдела партийных кадров Управления кадров ЦК ВКП(б).
- 1940—1946 гг. — третий секретарь Коми областного комитета ВКП(б).
- 1946—1949 гг. — второй секретарь Коми областного комитета ВКП(б).
- июль-ноябрь 1949 г. — второй секретарь Амурского областного комитета ВКП(б).
- 1949—1956 гг. — председатель Исполнительного комитета Амурского областного Совета.
- 1955—1957 гг. — первый секретарь Амурского областного комитета КПСС.

До 1966 г. — преподаватель Академии общественных наук при ЦК КПСС.
Член ВКП(б) с 1931 г. Член Центральной Ревизионной Комиссии КПСС (1956—1961). Депутат Совета Союза Верховного Совета СССР 3-го и 4-го созывов от Амурской области.

## Награды и звания
Награждён орденами Ленина и Трудового Красного Знамени.